# يوشي ماكيتا
يوشي ماكيتا (باليابانية: 牧田 有史) (مواليد 10 يناير 1964)، هو لاعب كرة قدم سابق كان يلعب كلاعب وسط.